# لیپووکا
لیپووکا (به چکی: Lipůvka) یک منطقهٔ مسکونی در جمهوری چک است که در ناحیه بلانسکو واقع شده‌است. لیپووکا ۹٫۹۱ کیلومتر مربع مساحت و ۱٬۱۷۲ نفر جمعیت دارد و ۳۶۴ متر بالاتر از سطح دریا واقع شده‌است.